# Бенні Морріс
Бе́нні Мо́рріс (івр. בני מוריס; народився 8 грудня, 1948) — ізраїльський історик, професор Університету ім. Бен-Гуріона. Є одним з провідних «нових істориків». Спеціалізується на дослідженні історії Арабо-ізраїльського конфлікту, є автором декількох наукових праць, книжок. Дослідження Бенні Морріса викликали значний резонанс в ізраїльському суспільстві, зажили як схвальних відгуків, так і гострої критики.

## Біографія
Бенні Морріс народився у кібуці Айн-хаХореш у родині батьків-емігрантів з Великої Британії, які переїхали до Палестини у 1947 році. У 1949 році сім'я переїхала до Єрусалиму. Батько Бенні був дипломатом і отримавши нове призначення переїхав разом з родиною до Нью-Йорку, де вони прожили чотири роки. Після закінчення середньої школи Бенні Морріс був призваний до армії, однак, під час Шестиденної війни не брав активної участі у військових діях. Під час наступного конфлікту з Єгиптом у 1969 році був поранений від вибуху снаряду під час дислокації біля Суецького каналу.
Після демобілізації Бенні Морріс поступив на навчання до історичного факультету Єврейського університету в Єрусалимі, пізніше продовжив навчання у Кембриджському університеті, де захищав докторську дисертацію з європейської історії. Після закінчення навчання повернувся до Єрусалиму, почав працювати журналістом в англомовній газеті The Jerusalem Post. На цій посаді він залишався 12 років і саме в цей час ветерани елітного підрозділу Пальмах запросили його написати звіт про їхню діяльність і дали йому доступ до урядових архівів. За результатами досліджень архівів у 1988 році Морріс опублікував книгу, яка зробила його знаменитим: «Народження проблеми палестинських біженців» (англ. The Birth of the Palestinian Refugee Problem). Ця книга, викликала неабиякий резонанс в ізраїльському суспільстві, оскільки покладала відповідальність за вихід арабів з Палестини на Ізраїль.
У 1988 році Бенні Морріс відмовився служити резервістом ізраїльської армії на окупованих територіях, за що відбував трьохтижневе тюремне ув'язнення. Саме в цей час, в одній із статей Бенні Моррис запропонував термін «нові історики», яким описував нову плеяду ізраїльських дослідників, які ставили під сумнів канони ізраїльської історіографії. За свої політичні погляди, громадянську позицію та за доволі суперечливу книгу Морріс і декілька інших істориків стали об'єктом гострої критики в суспільстві, преса звинувачувала їх в антисіонізмі та зраді.
У 1990 році, коли канадський підприємець Конрад Блек придбав Jerusalem Post та радикально змінив її редакційну політику, Бенні Морріс і 35 інших журналістів були звільнені. З 1990 по 1995 рік він заробляв на життя статтями у різних виданнях, написав ще чотири книги з історії арабо-ізраїльського конфлікту: «1948 рік і після: Ізраїль і палестинці» (1990), «Секретні війни Ізраїлю» (1991), «Витоки умиротворення» (1992), «Ізраїльські прикордонні війни» (1993).
У 1996 році Бенні Морріс мав намір емігрувати до Сполучених Штатів, але після втручання президента Ізраїлю Езера Вейцмана йому запропонували посаду викладача в Університеті імені Бен-Гуріона.